# Occlusiva uvulare sorda
L'occlusiva uvulare sorda è una consonante, rappresentata con il simbolo [q] nell'alfabeto fonetico internazionale (IPA).
Nella lingua italiana tale fono non è presente.

## Caratteristiche
La consonante occlusiva uvulare sorda presenta le seguenti caratteristiche:
- il suo modo di articolazione è occlusivo, perché questo fono è dovuto all'occlusione del canale orale (la bocca), seguita da un brusco rilascio detto esplosione;
- il suo luogo di articolazione è uvulare, perché nel pronunciare tale suono il dorso della lingua si porta a contatto con l'ugola;
- è una consonante sorda, in quanto questo suono è prodotto senza la vibrazione da parte delle corde vocali.

## Altre lingue

### Arabo
In lingua araba:
- القرآن "Corano" [ɪl-qʊrˈʔæːn]

Il fono è, cioè, espresso dalla lettera ⟨ﻕ⟩.

### Tlingit
In lingua tlingit tale fono è reso ⟨gh⟩:
- ghagw "albero di spine" [qɐ́kʷ]

### Inuktitut
In lingua inuktitut:
- ᐃᐃᑉᕆᐅᖅᑐᖅ "esplorare" [ihipɢiuqtuq]

### Kalaallisut
In kalaallisut tale fono, prima della riforma ortografica del 1973, veniva scritto tramite la lettera Kra: ⟨к⟩

### Klallam
In lingua klallam:
- "ferro" [qəmtəm]

### Maya
Nelle lingue maya, secondo la nuova ortografia, il suono [q] va rappresentato con la grafia ⟨q⟩. Tale fono è presente solo nelle lingue quiché e cakchiquel della famiglia quiché:
- ixöq "donna" [ʕi.ˈʃʌq]
- kaq "rosso" [kaq]
- saqil "alba" [saˈqil̩]
- waqib’ "sei" [waˈqiɓ]
- wuqüb’ "sette" [βuqʊɓ]